# Carludovicoideae
Carludovicoideae, potporodsica porodice Cyclanthoideae. Sastoji se od 11 rodova iz tropskih krajeva Novog svijeta
2023</ref>

## Rodovi
1. Schultesiophytum Harling (1 sp.)
2. Dicranopygium Harling (53 spp.)
3. Ludovia Brongn. (3 spp.)
4. Sphaeradenia Harling (54 spp.)
5. Stelestylis Drude (4 spp.)
6. Chorigyne R. Erikss. (7 spp.)
7. Thoracocarpus Harling (1 sp.)
8. Asplundia Harling (99 spp.)
9. Carludovica Ruiz & Pav. (4 spp.)
10. Dianthoveus Hammel & G. J. Wilder (1 sp.)
11. Evodianthus Oerst. (1 sp.)

## Vanjske poveznice
- Sistemática de Cyclanthaceae